# War Thunder
War Thunder, förkortat WT, är ett realistiskt fordonsstridsspel som tillåter spelare att köra stridsfordon, stridsflygplan, stridshelikoptrar och örlogsfartyg från mellankrigstiden fram till modern tid. Spelet är utvecklat av den Europabaserade spelutvecklaren Gaijin Entertainment ur en av deras tidigare produkter, Birds of Steel[källa behövs]. War Thunder började som ett flygplansbaserat spel vilket tar plats under andra världskriget, och utvecklades till ett spel som innehåller många typer av stridsfordon från andra världskriget, mellankrigstiden och fram till sent 1990-tal.

## Fordon
War Thunder har ett världsrekord inom spelbranschen. Spelet har Guinness-rekordet för största antalet spelbara fordon någonsin. När de fick rekordet hade spelet endast 300 fordon. Sedan sommaren 2018 har spelet 1000+ fordon i de olika klasserna.
Gaijin strävar efter historisk autenticitet för sina fordon men har ibland kringgått detta och lagt till fordon som endast har funnits som planer och egentligen aldrig har producerats. Exempel på detta är: R2Y2 v1-3 och Horten Ho 229. Detta har splittrat gemenskapen eftersom vissa vill ha spelet helt historiskt korrekt utan några beräkningar om fordonets prestanda. Sedan finns det vissa som inte vill ha prototyper i spelet, dock är denna grupp är inte alls lika stor.[källa behövs]

### Flygplan
War Thunder hade från början bara flygplan och har sedan 2018 över 600 flygplan av olika klasser vilket är ett rekord inom spelbranschen. Gaijin försöker hålla dessa fordon så historiskt korrekta som möjligt gällande prestanda, beväpning och stridslaster. Viss data har dock beräknats då det är svårt att hitta dokument om vissa plans prestanda.
Några exempel på flygplan som finns i spelet är Suchoj Su-25K, A-10A Thunderbolt, Bf-109 K-4, Saab JA37C Viggen, Mirage 2000C-S5, Harrier GR.7 och IL-2M Typ 3.
Exempel på flygplan som tillkommit i uppdateringen "Apex Predators" var MiG-29 (9-13), F16A, F-16A Netz och A-6E TRAM.

### Markfordon
Utvecklaren Gaijin började lägga till markfordon i War Thunder år 2013. Sedan 2018 har spelet över 400 markfordon.
Till skillnad från flygplanen har markfordonen inte alltid historiskt korrekta klasser eller roller. Alla pansarbilar i spelet till exempel klassas som lätta stridsvagnar. Detta beror på att spelet bara tillåter 5 olika klasser för markfordon och därför kläms vissa fordon in i klasser som de historiskt inte var en del av.
Några exempel på markfordon är 2S6 Tunguska (luftvärn), T-72B3 (medeltung stridsvagn), Tiger 2 (H) (tung stridsvagn), M1A2 SEP (medeltung stridsvagn) och T-90A (medeltung stridsvagn).

### Klasser
- Lätt stridsvagn (engelska: light tank, kort kallat LT i spelet) - gäller för det mesta lätta stridsvagnar men även pansarbilar, pansarbandvagnar, stridsfordon och ett fåtal pansarvärnskanonvagnar.
- Medeltung stridsvagn (engelska: medium tank, kort kallat MT i spelet) -  gäller för det mesta medeltunga stridsvagnar men även huvudstridsvagnar.
- Tung stridsvagn (engelska: heavy tank, kort kallat HT i spelet) - gäller för det mesta tunga stridsvagnar men även supertunga stridsvagnar och vissa medeltunga stridsvagnar.
- Pansarvärnskanonvagn (engelska: tank destroyer, kort kallad TD i spelet) - gäller för det mesta pansarvärnskanonvagnar men även pansarvärnsrobotbandvagnar, infanterikanonvagnar, bandkanoner vissa tunga stridsvagnar.
- Luftvärnskanonvagn (engelska: Self-propelled anti-aircraft gun, kort kallad SPAA eller AAA i spelet) - gäller för det mesta luftvärnskanonvagnar men även lastbilar och pansarbilar med luftvärnsbeväpning.

När det kommer till historisk data och prestanda är markfordonen inte lika detaljerade som flygplanen. Mycket data är fel, i huvudsak genomslagsdata på kanoner, men även många namn är fel. Alla markfordon förutom tunga stridsvagnar och pansarvärnskanoner kan kalla in artillerinedslag på en valfri plats. Gaijin prioriterar gameplay och balansering före autenticitet, vilket ofta splittrar gemenskapen.[källa behövs]

### Skepp
Gaijin lade till skepp och båtar i War Thunder 2018.
Under den första betaversionen 2017 fick Gaijin mycket kritik för att alla skepp var små kustbåtar beväpnade med luftvärnsbeväpning och torpeder. Spelarna gjorde stort liv av detta i det officiella forumet och även på sociala medier som Youtube och Reddit eftersom majoriteten ville ha stora skepp som det tyska skeppet Bismarck. Detta gjorde att Gaijin kallade tillbaka betan och meddelande att de skulle göra om hela systemet och implementera större skepp som till exempel jagare. Anledningen till att utvecklarna från början valde att bara implementera små skepp, var att de hade testat större skepp och kommit fram till att de var omöjliga att balansera och göra lätta nog för vanliga spelare att spela. Ett annat problem var att bara vissa nationer skulle kunna bygga stora teknologiträd då nationer som Sovjetunionen inte hade några avancerade slagskepp eller hangarfartyg under varken andra världskriget eller kalla kriget.
Några exempel på mindre båtar i spelet är Pr.206-M, M-802, VS-8, PT-810, USS Douglas, HMS Spey och PG 02.
Några exempel på större skepp är USS Arizona, HMS Dreadnought, HMS Belfast, Spokoinyy, Kronshtadt, Parizhskaya Kommuna, SMS Kaiser och SMS Bayern.

### Helikoptrar
Gajin annonserade vid Gamescom 2018 i Tyskland att de skulle introducera helikoptrar till spelet. Helikopterkonceptet testades sedan under första april-evenemanget 2017 vilket visade sig fungera. Efter denna testperiod inducerade Gajin helikoptrar i uppdatering 1.81 "The Valkyries" för 2 nationer (USA och Sovjetunionen). Med tiden utökades spelet med nya helikoptrar till bland annat Tyskland, Storbritannien, Japan, Italien, Sverige, Frankrike, Israel och Kina.

Några exempel på helikoptrar är Ka-50, Ka-52, Mi-24D, Mi-35M, AH-64D, Z-10 och AH-64D-I. 
| Mottagande      | Mottagande               |
| Samlingsbetyg   | Samlingsbetyg            |
| Tjänst          | Betyg                    |
| --------------- | ------------------------ |
| Gamerankings    | (PS4) 74.30% (PC) 78.00% |
| Metacritic      | (PS4) 76/100 (PC) 82/100 |
| Recensionsbetyg |                          |
| Publikation     | Betyg                    |
| Gamespot        | 8/10 (PS4)               |
| IGN             | 7.2/10 (PC, MAC, PS4)    |
| PC Gamer UK     | 78/100                   |

## Nationer
I nuläget (2022) förekommer det tio nationer, USA, Tyskland, Sovjetunionen, Storbritannien, Japan, Italien, Frankrike, Kina, Sverige och Israel.

## Spellägen

### Arcade Battles
Flygplan: I detta spelsätt sätts två lag med upp till 16 spelare i varje mot varandra. Spelmotorn körs i ett enklare och mindre realistiskt läge, ammunitionen är begränsad men kan laddas om i luften, visuella hjälpmedel underlättar för spelaren att skjuta.
Pansarvagnar: Detta läget är ett mindre realistiskt läge då fienden t.ex. har en markör ovanför sina fordon och man får även en indikator i siktesläget om man kan penetrera motståndarens pansar.

### Realistic Battles
Flygplan: Det är betydligt svårare att träffa ett flygplan men planen är svårare att manövrera, g-krafter och luftmotstånd kan skada plan och piloter.
Pansarvagnar: Till skillnad från Arcade Battles finns det ingen markör eller indikator och fysiken är mer realistisk.

### Simulator Battles
Flygplan: Spelaren att från de perspektiv besättningsmedlemmarna ser, i de flesta fall kan man bara se från förarkabinen.
Pansarvagnar: I detta läget använder man den realistiska fysiken som finns i Realistic Battles och man saknar även en penetrationsindikator. Det finns inte heller markörer för fienden eller lagkamrater. I detta läge kan man skada sina lagkamrater.

### Fotnoter
1. ↑  ”War Thunder Guinness Record - 300+ unique aircraft!”. https://warthunder.com/en/news/681--en. Läst 13 augusti 2018.
2. ↑  ”Reddit tråd om varför till exempel APDS (svenska pil ammunition) har svårt att penetrera vinklat pansar trots att de historiskt inte var så.”. https://www.reddit.com/r/Warthunder/comments/7ngxcp/why_apds_is_bad_against_soviet_armor_exposed/. Läst 13 augusti 2018.
3. ↑  ”Bugrapport om inkorrekt namn för T28.”. Arkiverad från originalet den 13 augusti 2018. https://web.archive.org/web/20180813043925/https://forum.warthunder.com/index.php?/topic/378318-id0061060-07sep2017-t28-superheavy-tank-using-outdated-t95-designation/. Läst 13 augusti 2018.
4. ↑  ”https://www.youtube.com/watch?v=hUZ9jzSwdrc”. https://www.youtube.com/watch?v=hUZ9jzSwdrc. Läst 13 augusti 2018.
5. ↑  ”Large ship naval battles - Some clarification”. Arkiverad från originalet den 13 augusti 2018. https://web.archive.org/web/20180813044118/https://forum.warthunder.com/index.php?/topic/326775-large-ship-naval-battles-some-clarification/. Läst 13 augusti 2018.
6. ↑  ”Combat helicopters in War Thunder”. https://warthunder.com/en/news/5707-gamescom-combat-helicopters-in-war-thunder-en. Läst 21 augusti 2018.
7. ↑  ”MODERN MBT & ATTACK HELICOPTER (War Thunder April Fools 2017 Gameplay)”. https://www.youtube.com/watch?v=lO-laRLGJUc. Läst 13 augusti 2018.
8. ↑  ”War Thunder. Update 1.81 “The Valkyries””. https://www.youtube.com/watch?v=OUVzsaMhbAE. Läst 29 december 2021.
9. ↑  ”War Thunder for PlayStation 4 - GameRankings”. GameRankings. http://www.gamerankings.com/ps4/715084-war-thunder/index.html. Läst 15 december 2015.
10. ↑  ”War Thunder for PC - GameRankings”. GameRankings. http://www.gamerankings.com/pc/634977-war-thunder/index.html. Läst 15 december 2015.
11. ↑  ”War Thunder for PlayStation 4 Reviews - Metacritic”. Metacritic. http://www.metacritic.com/game/playstation-4/war-thunder. Läst 15 december 2015.
12. ↑  ”War Thunder for PC Reviews - Metacritic”. Metacritic. http://www.metacritic.com/game/pc/war-thunder. Läst 15 december 2015.
13. ↑  Todd, Brett (8 juli 2014). ”War Thunder review”. GameSpot. http://www.gamespot.com/reviews/war-thunder-review/1900-6415815/. Läst 15 december 2015.
14. ↑  Saris, Shawn (20 juni 2014). ”War Thunder review”. IGN. http://www.ign.com/articles/2014/06/20/war-thunder-review. Läst 15 december 2015.
15. ↑  Zacny, Rob (7 augusti 2014). ”War Thunder review”. PC Gamer. http://www.pcgamer.com/war-thunder-review/. Läst 15 december 2015.
16. ↑  ”Ground vehicles - War Thunder Wiki”. wiki.warthunder.com. https://wiki.warthunder.com/Ground_vehicles. Läst 29 december 2021.